# فرقاطة فئة إف 110
فرقاطة فئة إف 110 هي فرقاطة إسبانية متعددة الإستخدامات ومضادة للغواصات يتم بنائها في أحواض شركة نافانتيا بدأ بناء أول فرقاطة في أبريل 2022 ومن المخطط تسليمها في عام 2025. 